# 2025년 독일 연방의회 선거
2025년 2월 23일 독일에서 제21대 독일 연방의회 선거가 실시되어 연방의회의 630명 의원을 선출했다. 선거는 1972년, 1983년, 2005년에 이어 독일 연방공화국의 역사상 4번째 조기선거로 실시되었다.
선거는 원래 2025년 9월 28일에 실시될 예정이었으나 2024년 독일 정부 위기로 인해 신호등 연정이 붕괴하면서 조기 실시되었다.
출구 조사에서는 기독교민주연합/기독교사회연합(CDU/CSU)이 1위를 차지했지만 이는 CDU/CSU의 역사상 두 번째로 최악의 결과를 얻은 것이다. 반면 독일을 위한 대안(AfD)이 두 번째로 많은 득표를 기록해 역사상 가장 높은 의석을 확보했다. 반면 사회민주당(SPD)은 득표수 3위로 밀려났고 1933년 이후 처음으로 득표율 20% 미만을 기록했으며, 독일 제국 시기 실시된 1887년 선거 이후 득표율 면에서 최악의 결과를 받았다. 이러한 결과로 이번 선거는 CDU/CSU와 사회민주당이 아닌 다른 정당이 2번째로 많은 의석을 차지한 제2차 세계 대전 이후의 최초의 선거가 되었다. 녹색당은 득표율이 감소한 반면, 좌파당은 득표율이 증가해 제5정당으로 올라섰다. 자유민주당(FDP)과 BSW는 의회 내 대표를 위한 임계치 5%를 넘지 못했다.
이번 선거의 투표율은 82.5%로 독일의 재통일 이후 최대치를 기록했다.

## 배경

### 선거 실시일
〈독일연방공화국 기본법〉과 〈연방선거법〉은 연방의회 선거가 일요일 또는 공휴일에 실시되어야 하며, 연방의회의 첫 회의 이후 46개월 이내, 늦어도 48개월 이내에 실시되어야 한다고 규정하고 있다. 제20대 연방의회는 2021년 10월 26일에 첫 회의를 가졌다. 따라서 다음 정기 선거는 2025년 8월 31일과 2025년 10월 26일 사이의 일요일 중 하나에 실시될 예정이었으며, 이에 따라 2024년 8월 내각은 2025년 9월 28일로 제안했고 프랑크발터 슈타인마이어 대통령이 이를 승인했다.

### 조기 선거
대통령이 연방의회를 해산하고 조기 선거를 예정하면 연방의회 선거를 조기에 실시할 수 있으며, 이는 기본법에 명시된 다음과 같은 두 가지 상황에서만 가능하다.
1. 연방 선거 이후 또는 총리직에 다른 공석이 발생한 경우, 연방의회가 첫 번째 투표 이후 15일 이내에 절대다수의 지지를 얻은 총리를 선출하지 못하면, 대통령은 다수표를 받은 후보를 총리로 임명하거나 연방의회를 해산할 권한을 가진다(기본법 제63조 제4항에 따름).
2. 총리가 불신임 결의를 제안했으나 부결될 경우, 총리는 대통령에게 연방의회 해산을 요청할 수 있다. 대통령은 총리의 요청을 승인하거나 거부할 재량권을 가진다(기본법 제68조에 따름).

두 경우 모두 연방의회 선거는 의회 해산 후 60일 이내에 일요일이나 공휴일에 실시되어야 한다.
2024년 독일 정부 위기로 자유민주당 대표 크리스티안 린트너는 2024년 11월 6일 올라프 숄츠 총리에 의해 내각에서 전격 해임되었으며, 이로 인해 신호등 연정은 붕괴되었으며 내각은 과반수를 확보하지 못했다. 같은 날, 올라프 숄츠 총리는 조기 선거를 실시하기 위해 불신임 결의를 제출하겠다고 발표했으며, 원래 선거 실시는 2025년 1월로 계획되었지만 야당의 압력으로 인해 선거 예정일이 더 앞당겨졌다.
숄츠는 2024년 12월 11일 연방의회에 불신임 결의안을 제출했고, 12월 16일에 표결에 부쳐졌다. 이 결의안은 통과되기 위해 367표의 절대 과반수가 필요했지만, 투표 결과 찬성 207표, 반대 394표, 기권 116표, 결석 또는 미투표 16표로 통과되지 못했다. 참석하여 투표에 참여한 사회민주당 의원들은 만장일치로 불신임에 찬성했고, AfD의 3명의 의원들을 제외하고 모든 야당 의원들은 불신임에 반대표를 던졌다. 모든 녹색당 의원들은 자신의 연합에 반대표를 던지지 않고 불신임을 부결시키기 위해 기권했다.
불신임 결의안이 부결된 이후, 숄츠는 벨뷔궁으로 향해 슈타인마이어 대통령을 만나 의회 해산을 권고했다. 여당과 CDU/CSU는 조기 선거가 2025년 2월 23일에 실시되어야 한다는 것에 동의했다. 대통령은 해산을 허가할 의무가 없으며 기본법은 그에게 결정을 내릴 수 있는 21일을 허용했고, 대통령은 선거 날짜를 정할 단독 권한이 있었지만 슈타인마이어는 의회의 제안에 동의했다. 슈타인마이어는 현재 연방의회에서 과반수를 확보할 가능성이 있는지 여부를 판단하는 헌법적 의무가 있기 때문에 모든 당 지도자들과 먼저 협의를 가졌다. 12월 20일, 슈타인마이어 사무실은 협의가 완료되었으며 과반수를 확보할 가능성이 없다고 확인하는 성명을 발표했다. 슈타인마이어는 12월 27일에 연방의회를 공식적으로 해산했고, 동시에 선거일을 2월 23일로 예정했다.

### 선거 제도
독일은 혼합 비례대표제 선거를 실시하고 있고, 이에 따라 유권자는 총 두 가지 투표권을 행사할 수 있다. 1차 투표는 소선거구 단순다수제를 사용하여 자신의 선거구에서 후보를 직접 선출하는 데 사용되고 2차 투표는 정당의 선거인 명단에 대한 투표에 사용된다. 연방의회에 진출하려면 정당은 전국에서 2차 투표의 5%를 얻거나 1차 투표를 통해 3개 선거구에서 승리하여 선거인 기준을 넘어서야 한다. 위의 어떤 기준으로 연방의회에 진출했든 진출한 정당은 2차 투표에서 전국 점유율에 비례해야 의석을 분배받는다. 현재 남슐레스비히 유권자 연합(SSW)만이 선거에 출마하는 소수민족을 대표하는 정당으로 인정되어 선거인 기준을 넘어서지 않고도 연방의회에 진출할 수 있다.
처음에는 전체 의석 분배에서 모든 630석(무소속 후보가 확보한 의석을 제외)이 선거인 기준을 넘어선 정당에 연방 차원에서 비례로 할당되고, 그 후 각 정당 내에서 각 선거구의 후보자에게 의석을 할당한다. 두 방법 모두 생트라고 방식(Sainte-Laguë method)을 통해 계산되며, 각 주에서 각 정당이 승리한 지역구 수는 해당 정당이 배정받은 총 의석 수에서 차감되어 최종적인 비례대표 의석 수가 결정된다. 각 정당이 확보한 비례대표 의석은 해당 주에서 각 정당이 작성한 폐쇄형 명부를 기준으로 배분된다.
무소속 후보는 선거구에서 과반수 득표를 받으면 당선된다. 당선된 무소속 후보에게 1차 투표를 행사한 투표용지의 2차 투표는 의석의 비례 배분에서 고려되지 않으며, 이는 유권자 평등을 유지하기 위한 조치이다. 그러나 이러한 득표는 정당이 5% 임계값을 초과했는지 여부를 계산할 때에는 포함된다.

#### 2023년 개정
이번 선거 이전 선거는 정당이 주에서 비례적 자격을 초과할 만큼 충분한 선거구를 확보한 경우 초과의석을 유지할 수 있도록 개정되었다. 연방의회 구성을 비례적으로 유지하기 위해 다른 정당에 대한 평준의석을 추가한 것은 2017년과 2021년 선거에서 많은 초과의석이 발생하도록 만들었다.
2021년 선거에서 736명의 의원으로 구성된 연방의회가 탄생하면서 세계에서 가장 큰 자유 선거 의회가 되었고, 2013년 선거부터 시행된 시스템에 대한 논의가 이루어졌다. 연방의회는 2023년 3월에 개혁법을 통과시켜 향후 연방의회의 의원 수를 630명으로 고정했으며, 다음과 같은 두 가지 주요 변경 사항을 도입했다.
- 의석 배분은 각 정당의 2차 투표 비율(Zweitstimmendeckung, "2차 투표 반영")에 따라 결정된다.
- 3개 선거구 획득 기준(Grundmandatsklausel, "기본 의석 조항")은 폐지되었다.

2차 투표 범위 원칙은 정당이 초과의석을 유지할 수 없다는 것을 의미했다. 정당이 주에서 초과 의석을 획득하면, 그 선거구 승리자는 1차 투표 점유율의 감소 순서로 연방의회에서 제외된다. 또한 정당이 1~2개 선거구를 획득했지만 임계값을 통과하지 못하면(이 경우는 2002년 PDS에서 단 한 번 일어났다) 이러한 정당도 이제 2차 투표 기준을 넘지 못햇기 때문에 제외되고 연방의회에서 선출되지 않게 되었다. 그러나 이 원칙은 무소속 후보에게는 적용되지 않으며, 무소속 후보가 선거구에서 승리하면 여전히 선출된다.
바이에른 기독교사회연합(CSU)과 좌파당은 모두 이러한 변경점들에 반대했다. 이는 2021년 좌파당이 5% 기준을 넘기지 못했지만 3개 선거구에서 승리하면서 연방의회에 진출했기 때문이었으며, CSU는 바이에른주 46개 선거구 중 45개 선거구에서 승리하면서도 전국 2차 투표에서 5.2%를 득표하여 연방의회에 간신히 진출했기 때문이었다. 두 정당 모두 슈타인마이어 대통령에게 제안된 변경 사항에 거부권을 행사할 것을 호소했지만, 슈타인마이어는 개정이 합헌이라고 결론을 내린 후 서명했다. 두 정당 조직과 CSU가 통제하는 바이에른 정부는 공식적으로 연방헌법재판소에 이의를 제기했다.
2024년 4월 23일과 24일 심리가 진행되었다. 2024년 7월 30일 헌법재판소는 대부분의 선거법 개정안을 지지했다. 그러나 예외 없이 5% 기준은 위헌이라고 판결했으며, 분열을 방지하기 위해 임계값이 필요하다는 것을 인정했지만, 낭비되는 투표를 최소화하기 위한 조치가 필요하다고 판단했다. 이번 선거를 위해 충분한 시간 내에 선거법을 정하기 위해, 법원은 임시 조치로 기본 위임 조항을 "이 문제에 대한 새로운 규정이 있을 때까지" 그대로 다시 도입하기로 결정했다. 이에 따라서 이번 선거에서는 최소 3개 선거구에서 1차 투표에서 다수를 얻은 정당은 여전히 연방의회에 진출하여 국가 2차 투표 점유율에 비례하여 의석을 획득할 수 있다.

## 정당과 후보자
아래 표는 2021년 선거에서 연방의회에 진출한 정당들을 나타낸다.
| 정당    | 정당                                                    | 정당                                                       | 정당                                                            | 지도자                                 | 대표 후보자                   | 이념                                        | 의석                | 의석               | 선거 전 상태             |
| 정당    | 정당                                                    | 정당                                                       | 정당                                                            | 지도자                                 | 대표 후보자                   | 이념                                        | 2021년 선거 직후    | 연방의회 해산 시점 | 선거 전 상태             |
| ------- | ------------------------------------------------------- | ---------------------------------------------------------- | --------------------------------------------------------------- | -------------------------------------- | ----------------------------- | ------------------------------------------- | ------------------- | ------------------ | ------------------------ |
|         | 독일 사회민주당 Sozialdemokratische Partei Deutschlands | 독일 사회민주당 Sozialdemokratische Partei Deutschlands    | 독일 사회민주당 Sozialdemokratische Partei Deutschlands         | 자스키아 에스켄 라르스 클링바일        | 올라프 숄츠                   | 사회민주주의                                | 206 / 736           | 207 / 733          | 연립 내각 소속 여권      |
|         | CDU/CSU                                                 |                                                            | 독일 기독교민주연합 Christlich Demokratische Union Deutschlands | 프리드리히 메르츠                      | 프리드리히 메르츠             | 기독교 민주주의                             | 152 / 736           | 153 / 733          | 야권                     |
|         | CDU/CSU                                                 | 바이에른 기독교사회연합 Christlich-Soziale Union in Bayern | 마르쿠스 죄더                                                   | 기독교 민주주의 바이에른주 지역주의    | 프리드리히 메르츠             | 45 / 736                                    | 43 / 733            |                    | 야권                     |
|         | 동맹 90/녹색당 Bündnis 90/Die Grünen                    | 동맹 90/녹색당 Bündnis 90/Die Grünen                       | 동맹 90/녹색당 Bündnis 90/Die Grünen                            | 프란치스카 브란트너 펠릭스 바나샤크    | 로베르트 하베크               | 녹색정치                                    | 118 / 736           | 117 / 733          | 연립 내각 소속 여권      |
|         | 자유민주당 Freie Demokratische Partei                   | 자유민주당 Freie Demokratische Partei                      | 자유민주당 Freie Demokratische Partei                           | 크리스티안 린트너                      | 크리스티안 린트너             | 자유주의                                    | 91 / 736            | 90 / 733           | 야권/이전 연립 내각 소속 |
|         | 독일을 위한 대안 Alternative für Deutschland            | 독일을 위한 대안 Alternative für Deutschland               | 독일을 위한 대안 Alternative für Deutschland                    | 알리스 바이델 티노 크루파라            | 알리스 바이델                 | 우익 포퓰리즘                               | 83 / 736            | 76 / 733           | 야권                     |
|         | 좌파당 Die Linke                                        | 좌파당 Die Linke                                           | 좌파당 Die Linke                                                | 이네스 슈베트너 얀 반 아켄             | 하이디 라이히네크 얀 반 아켄  | 민주사회주의                                | 39 / 736            | 28 / 733           | 야권                     |
|         | 자라 바겐크네히트 동맹 Bündnis Sahra Wagenknecht        | 자라 바겐크네히트 동맹 Bündnis Sahra Wagenknecht           | 자라 바겐크네히트 동맹 Bündnis Sahra Wagenknecht                | 자라 바겐크네히트 아미라 모하메드 알리 | 자라 바겐크네히트             | 좌익 포퓰리즘 문화 보수주의                 | 0 / 736             | 10 / 733           | 야권                     |
|         | 단일 의원                                               |                                                            | 남슐레스비히 유권자 연합 Südschleswigscher Wählerverband        | 크리스티안 디르샤우어                  | 슈테판 세이들러               | 덴마크 소수민족주의 프리슬란트 소수민족주의 | 1 / 736             | 1 / 733            | 야권                     |
|         | 단일 의원                                               | 동맹 독일 Bündnis Deutschland                              | 슈테펜 그로세                                                   | —                                      | 보수주의 자유보수주의         | 0 / 736                                     | 1 / 733             |                    | 야권                     |
|         | 단일 의원                                               | 가치 우니온 WerteUnion                                     | 한스게오르크 마센                                               | —                                      | 경제적 자유주의 좌익 포퓰리즘 | 0 / 736                                     | 1 / 733             |                    | 야권                     |
|         | 단일 의원                                               | 무소속                                                     | —                                                               | —                                      | —                             | 0 / 736                                     | 5 / 733             |                    | 야권                     |
| 1 / 733 | 단일 의원                                               | 무소속                                                     | —                                                               | —                                      | —                             | 0 / 736                                     | 연립 내각 소속 여권 |                    |                          |

## 결과
이번 선거는 구 서독과 동독 사이에 강력한 분열이 있다는 사실을 보여주었다. 독일을 위한 대안은 구 동독 지역에서 가장 강력한 정당 중 하나로 자리잡았으며 구 동독의 5개 주를 모두 확보했다. 또한 구 서독 지역에서는 또 다른 극단주의 정당인 극좌인 좌파당과 '극좌 포퓰리스트', '좌파 포퓰리스트', '좌익 포퓰리스트' 등으로 불렸던 BSW가 좋은 성적을 거두었다.
| 예비 결과                                | 예비 결과                                | 예비 결과              |
| ---------------------------------------- | ---------------------------------------- | ---------------------- |
|                                          |                                          |                        |
| 각 선거구에서 가장 많은 투표를 받은 정당 | 단일 의원 선거구에서 승리한 정당         | 각 선거구에서의 투표율 |
| 다양한 범위의 선거 결과                  |                                          |                        |
|                                          |                                          |                        |
| 각 주에서 가장 높은 득표를 기록한 정당   | 각 선거구에서 가장 높은 투표를 받은 정당 |                        |
| 각 정당의 주별 득표율                    |                                          |                        |
|                                          |                                          |                        |
| CDU/CSU의 득표율                         | AfD의 득표율                             | SPD의 득표율           |
|                                          |                                          |                        |
| 녹색당의 득표율                          | 좌파당의 득표율                          | BSW의 득표율           |
|                                          |                                          |                        |
| FDP의 득표율                             | 자유 유권자의 득표율                     |                        |

| 정당               | 정당                        | 지역구     | 지역구 | 지역구 | 정당비례명부 | 정당비례명부 | 정당비례명부 | 합계 의석 | +/– |
| 정당               | 정당                        | 득표수     | %      | 의석수 | 득표수       | %            | 의석수       | 합계 의석 | +/– |
| ------------------ | --------------------------- | ---------- | ------ | ------ | ------------ | ------------ | ------------ | --------- | --- |
|                    | 독일 기독교민주연합         | 11,194,700 | 22.55  | 36     | 12,601,967   | 25.46        | 128          | 164       | +12 |
|                    | 독일을 위한 대안            | 10,327,148 | 20.80  | 110    | 10,175,438   | 20.56        | 42           | 152       | +69 |
|                    | 사회민주당                  | 8,148,284  | 16.41  | 76     | 9,934,614    | 20.07        | 44           | 120       | -86 |
|                    | 동맹90/녹색당               | 5,761,476  | 11.61  | 73     | 5,442,912    | 11.00        | 12           | 85        | –33 |
|                    | 좌파당                      | 4,355,382  | 8.77   | 58     | 3,932,584    | 7.94         | 6            | 64        | +25 |
|                    | 바이에른 기독교사회연합     | 2,963,732  | 5.97   | 0      | 3,271,730    | 6.61         | 44           | 44        | -1  |
|                    | 자유민주당                  | 2,148,878  | 4.33   | 0      | 1,623,351    | 3.28         | 0            | 0         | –91 |
|                    | 자유 유권자                 | 769,170    | 1.55   | 0      | 1,254,488    | 2.53         | 0            | 0         | 0   |
|                    | 인간 환경 동물 보호         | 482,032    | 0.97   | 0      | 82,485       | 0.17         | 0            | 0         | 0   |
|                    | 독일 근간 민주당            | 85,557     | 0.17   | 0      | 41,903       | 0.08         | 0            | 0         | 0   |
|                    | 당                          | 242,806    | 0.49   | 0      | 122,386      | 0.25         | 0            | 0         | 0   |
|                    | 팀 토덴회퍼                 | 24,558     | 0.05   | 0      | 9,757        | 0.02         | 0            | 0         | 0   |
|                    | 독일 해적당                 | 13,809     | 0.03   | 0      | 2,152        | 0.00         | 0            | 0         | 0   |
|                    | 볼트 독일                   | 355,146    | 0.72   | 0      | 391,577      | 0.79         | 0            | 0         | 0   |
|                    | 환경 민주당                 | 49,730     | 0.10   | 0      | 54,641       | 0.11         | 0            | 0         | 0   |
|                    | 남슐레스비히 유권자 연합    | 76,126     | 0.15   | 1      | 58,773       | 0.12         | 0            | 1         | 0   |
|                    | 보건 연구를 위한 정당       | 304        | 0.0    | 0      | 0            | 0            | 0            | 0         | 0   |
|                    | 인본주의당                  | 14,446     | 0.03   | 0      | 1,873        | 0.00         | 0            | 0         | 0   |
|                    | 연맹 C - 독일을 위한 기독교 | 11,784     | 0.02   | 0      | 2,021        | 0.00         | 0            | 0         | 0   |
|                    | 바이에른당                  | 12,315     | 0.02   | 0      | 5,784        | 0.01         | 0            | 0         | 0   |
|                    | 독일 마르크스-레닌주의당    | 19,876     | 0.04   | 0      | 24,208       | 0.05         | 0            | 0         | 0   |
|                    | 인간 세상                   | 694        | 0.00   | 0      | 0            | 0.00         | 0            | 0         | 0   |
|                    | 진보의 당                   | 21,377     | 0.04   | 0      | 1,282        | 0.00         | 0            | 0         | 0   |
|                    | 사회주의 평등당             | 425        | 0.00   | 0      | 73           | 0.00         | 0            | 0         | 0   |
|                    | 시민권 운동 연대            | 719        | 0.00   | 0      | 1,303        | 0.00         | 0            | 0         | 0   |
|                    | 동맹 독일                   | 79,012     | 0.16   | 0      | 88,046       | 0.18         | 0            | 0         | 0   |
|                    | MERA25                      | 7,128      | 0.01   | 0      | 658          | 0.00         | 0            | 0         | 0   |
|                    | 무소속 및 유권자 단체       | 70,110     | 0.14   | 0      | –            | –            | –            | 0         | 0   |
|                    |                             |            |        |        |              |              |              |           |     |
| 유효표             | 유효표                      | 49,642,087 | 99.43  | –      | 49,498,186   | 99.14        | –            | –         | –   |
| 무효/기권          | 무효/기권                   | 285,228    | 0.57   | –      | 429,129      | 0.86         | –            | –         | –   |
| 합계               | 합계                        | 49,642,087 | 100.00 | 354    | 49,498,186   | 100.00       | 276          | 630       |     |
| 등록 유권자/투표율 | 등록 유권자/투표율          | 60,490,603 | 82.54  | –      | 60,490,603   | 82.54        | –            | –         | –   |
| Bundeswahlleiter   |                             |            |        |        |              |              |              |           |     |

### 내용주
1. ↑  총리 후보, 아날레나 베어보크와 공동 대표.
2. ↑  독일에서는 독일 통일의 날을 제외하고 모든 국가 공휴일이 각각의 주의 결정에 따라 지정되므로 모든 독일 주에서 공휴일이 적용되는 것은 아니다. 현재 모든 주에서 법정 공휴일은 새해 첫날, 성금요일, 부활절 월요일, 노동절, 주님 승천 대축일, 성령강림절 월요일, 독일 통일의 날, 크리스마스, 박싱 데이이다.
3. ↑  첫 번째 경우는 1949년 이후로 한 번도 발생하지 않았다. 두 번째 경우는 1972년, 1982년, 2005년, 그리고 이번 선거에서 총 4번 이용되었다.
4. ↑  우베 위트는 2021년 12월 AfD를 탈당하고 2024년 1월 BD에 합류했다.
5. ↑  디르크 스패니얼는 2024년 10월 AfD를 탈당하여 2025년 1월 WU에 합류했다.
6. ↑  마티아스 헬페리히는 노르트라인베스트팔렌주 명단에 선출되었지만 논란의 여지가 있는 발언으로 인해 제외되었다. 조아나 코타르, 로베르트 파를, 요아네스 후버, 토마스 세이츠는 여러 이유로 AfD를 탈당하고 무소속으로 활동했다.
7. ↑  폴커 비싱은 FDP를 떠나 숄츠 내각에 남아서 디지털 교통부 장관을 지냈고, 이후 법무부 장관직도 받았다.

### 참조주
1. ↑  Hasan, Aryabin (2025년 1월 15일). “Ten National Elections to Watch in 2025: Key Contests That Could Reshape Regions”. diplomatist.com. 2025년 1월 17일에 원본 문서에서 보존된 문서. 2025년 1월 17일에 확인함.
2. ↑  “Voter turnout jumps to 83% after pivotal German election”. DPA. 2025년 1월 15일. 2025년 1월 23일에 확인함.
3. ↑  “Nach der Bundestagswahl: Wie geht es jetzt weiter?” [After the general election: what's next?]. 《RND》 (독일어). 2021년 9월 26일. 2021년 9월 27일에 원본 문서에서 보존된 문서. 2021년 9월 30일에 확인함.
4. ↑  “Germany's president approves the date for next year's national election”. 《Associated Press》 (영어). 2024년 8월 23일. 2024년 8월 23일에 원본 문서에서 보존된 문서. 2024년 8월 23일에 확인함.
5. ↑  “Wahl zum 19. Deutschen Bundestag am 24. September 2017”. Der Bundeswahlleiter. 2020년 11월 8일에 원본 문서에서 보존된 문서. 2017년 9월 26일에 확인함.
6. 1 2  Martin Fehndrich (2017년 2월 26일). “Bundeskanzlerwahl”. Wahlrecht.de. 2022년 5월 8일에 원본 문서에서 보존된 문서. 2017년 9월 26일에 확인함.
7. ↑  “Kanzler Scholz will im Januar Vertrauensfrage stellen” [Chancellor Scholz wants to ask for a vote of confidence in January]. 《tagesschau.de》 (독일어). 2024년 11월 7일. 2024년 11월 6일에 원본 문서에서 보존된 문서. 2024년 11월 6일에 확인함.
8. ↑  “Germany's governing coalition collapses”. 《Deutsche Welle》. 2024년 11월 9일에 원본 문서에서 보존된 문서. 2024년 11월 6일에 확인함.
9. ↑  von der Burchard, Hans; Nöstlinger, Nette; Buchsteiner, Rasmus (2024년 11월 6일). “German government coalition collapses as Scholz sacks Finance Minister Lindner”. 《Politico》 (영국 영어). 2024년 11월 9일에 원본 문서에서 보존된 문서. 2024년 11월 6일에 확인함.
10. ↑  “Vertrauensfrage und vorzeitige Neuwahlen” [Vote of confidence and early [federal] elections]. 《Deutscher Bundestag》 (독일어). 2024년 11월 22일. 2024년 11월 22일에 원본 문서에서 보존된 문서. 2024년 12월 16일에 확인함.
11. ↑  “Antrag gemäß Artikel 68 des Grundgesetzes (Vertrauensfrage)” [Motion pursuant to Article 68 of the Basic Law (vote of confidence)]. 《Deutscher Bundestag》 (독일어). 2024년 12월 16일. 2024년 12월 16일에 원본 문서에서 보존된 문서. 2024년 12월 16일에 확인함.
12. ↑  “Einigung auf Neuwahl des Bundestags am 23. Februar” [Agreement on New Parliamentary Elections on 23 February]. 《Tagesschau》 (독일어). 2024년 11월 12일. 2024년 11월 12일에 원본 문서에서 보존된 문서. 2024년 11월 12일에 확인함.
13. ↑  “Neuwahlen sollen am 23. Februar stattfinden” [New elections are scheduled to take place on 23 February]. 《tagesschau.de》 (독일어). 2024년 11월 12일에 원본 문서에서 보존된 문서. 2024년 11월 12일에 확인함.
14. ↑  “President calls German early election plan 'realistic'”. 《Deutsche Welle》. 2024년 11월 14일에 원본 문서에서 보존된 문서. 2024년 11월 12일에 확인함.
15. ↑  “Auflösung des Bundestages: Steinmeier entscheidet am 27. Dezember” [Dissolution of the Bundestag: Steinmeier decides on 27 December]. 《tagesschau.de》 (독일어). 2024년 12월 20일. 2024년 12월 20일에 원본 문서에서 보존된 문서.
16. ↑  “Entscheidung über die Auflösung des Deutschen Bundestages gemäß Art. 68 des Grundgesetzes” [Decision on the dissolution of the German Bundestag according to Article 68 of the Basic Law]. 《Bundespräsidialamt》 (독일어). 2024년 12월 20일. 2024년 12월 20일에 원본 문서에서 보존된 문서.
17. ↑  “Steinmeier verkündet Auflösung des Bundestages und Termin für Neuwahl” [Steinmeier announces dissolution of the Bundestag and date for new elections]. 《tagesschau.de》 (독일어). 2024년 12월 27일. 2024년 12월 27일에 원본 문서에서 보존된 문서.
18. ↑  “Germany's president dissolves parliament ahead of snap election”. 《The Guardian》. 2024년 12월 27일. 2024년 12월 27일에 원본 문서에서 보존된 문서.
19. ↑  “German president dissolves parliament for Feb. 23 snap elections”. 《Reuters》. 2024년 12월 27일. 2024년 12월 27일에 원본 문서에서 보존된 문서.
20. 1 2  “Wahlsystem der Bundestagswahl 2025 in Deutschland – Wahlrecht und Besonderheiten”. 《Wahlrecht.de》 (독일어). 2025년 2월 15일에 원본 문서에서 보존된 문서. 2025년 2월 17일에 확인함.
21. 1 2  “Bundeswahlgesetz - § 4 Grundsätze der Verteilung der Sitze auf Parteien” [Federal Electoral Law - Section 4 Principles of the distribution of seats among parties]. 《www.gesetze-im-internet.de》 (독일어). 2025년 1월 14일에 원본 문서에서 보존된 문서. 2025년 1월 3일에 확인함.
22. 1 2  Frank Bräutigam; Kolja Schwartz. “Bundesverfassungsgericht kippt das neue Wahlrecht in Teilen” [Federal Constitutional Court overturns the new electoral law in parts]. 《tagesschau.de》 (독일어). 2024년 7월 30일에 원본 문서에서 보존된 문서. 2024년 7월 30일에 확인함.
23. ↑  “Bundeswahlgesetz” (PDF). 《Die Bundeswahlleiterin (The Federal Returning Officer)》. 2025년 1월 14일에 원본 문서 (PDF)에서 보존된 문서.
24. ↑  “Steinmeier unterzeichnet Gesetz zur Wahlrechtsreform” [Mr. Steinmeier signs law on electoral reform]. 《Süddeutsche Zeitung》 (독일어). 2023년 6월 8일. 2023년 6월 8일에 원본 문서에서 보존된 문서. 2023년 6월 8일에 확인함.
25. ↑  Kornmeier, Claudia (2023년 3월 17일). “Was das neue Wahlrecht vorsieht?” [What the new electoral law provides?]. 《tagesschau.de》 (독일어). 2023년 6월 8일에 원본 문서에서 보존된 문서. 2023년 6월 8일에 확인함.
26. ↑  “Wahlrechtsreform: CSU und Freistaat Bayern klagen beim Bundesverfassungsgericht” [Electoral reforms: CSU and Free State of Bavaria file suit with the Federal Constitutional Court]. 《Der Spiegel》 (독일어). 2023년 6월 14일. 2023년 9월 6일에 원본 문서에서 보존된 문서. 2023년 9월 6일에 확인함.
27. ↑  Lehmann, Anna (2023년 6월 16일). “Verkleinerung des Bundestages: Linke klagt gegen Wahlrechtsreform” [Reduction of the Bundestag: Left Party files suit against electoral reform]. 《Die Tageszeitung》 (독일어). 2023년 9월 6일에 원본 문서에서 보존된 문서. 2023년 9월 6일에 확인함.
28. ↑  “Urteil vom 30. Juli 2024” [Judgment of July 30, 2024]. 《Bundesvefassungsgericht》 (독일어). 2024년 7월 30일. 2024년 7월 30일에 원본 문서에서 보존된 문서.
29. ↑  Clarke, Seán (2025년 2월 24일). “German election 2025: results in full”. The Guardian. 2025년 2월 24일에 확인함.
30. ↑  “Far-right AfD wins eastern Germany by huge margin as divisions remain”. The Korea Times. 2025년 2월 24일. 2025년 2월 24일에 확인함.
31. ↑  Pfeifer, Hans (2025년 2월 24일). “German far-right AfD sees historic gains, still out of power”. DW. 2025년 2월 24일에 확인함.
32. ↑  Krupa, Jakub (2025년 2월 24일). “FDP leader resigns after German election result – as it happened”. The Guardian. 2025년 2월 24일에 확인함.
33. ↑  Sahlerb, Johanna; Lunday, Chris (2025년 2월 20일). “Germany’s Left comes back from the dead”. politico.eu. 2025년 2월 24일에 확인함.
34. ↑  Kilderlin, Sophie (2025년 2월 24일). “Voters flock to political extremes in Germany as the centrist parties stumble”. CNBC. 2025년 2월 24일에 확인함.
35. ↑  Haseldine, Lisa (2025년 2월 14일). “The surprising fall of Germany’s populist far-left party”. The Spectator. 2025년 2월 24일에 확인함.
36. ↑  Lunday, Chris (2025년 2월 3일). “World’s top defense conference bans Germany’s populist left and right parties”. politico.eu. 2025년 2월 24일에 확인함.
37. ↑  Marsh, Sarah (2025년 2월 24일). “German leftist BSW party considers challenging national election result”. Reuters. 2025년 2월 24일에 확인함.